# Vlag van Sloten (Friesland)

Vlag van de gemeente Sloten
(1957-1984)

De vlag van Sloten is op 12 september 1957 per raadsbesluit ingesteld als de gemeentelijke vlag van de Friese gemeente Sloten (Fries: Sleat). De vlag is niet langer als gemeentelijke vlag in gebruik nadat de gemeente Sloten per 1 januari 1984 opging in de nieuw opgerichte gemeente Gaasterland-Sloten (toen nog Gaasterland genoemd). Deze gemeente is per 1 januari 2014 in De Friese Meren opgegaan. 

## Geschiedenis
Op 25 november 1957 vond een bijzondere zitting plaats. Oud burgemeester Haitsma Mulier overhandigde een miniatuurvlag aan zittend burgemeester Alta. De vlag is een ontwerp van Klaes Sierksma en zijn vrouw. De Hoge Raad van Adel en de gemeenteraad waren akkoord gegaan met het nieuwe ontwerp, de vlag werd op 12 september door de gemeenteraad aanvaard. Rond 15:00 uur hing de vlag voor het eerst uit het gemeentehuis.

## Beschrijving
De vlag wordt als volgt beschreven:
Vier evenhoge banen van geel, blauw, rood en geel, waarvan de tweede en derde vijfmaal gekanteeld zijn.
De kleuren zijn afkomstig van het gemeentewapen. De baard van de sleutel en de kantelen van de burcht zijn weergegeven door de gekanteelde deling tussen de blauwe en de rode baan. Het aantal kantelen komt overeen met de vijf oorspronkelijke schansen. De voornaamste toegangswegen zijn als gele lijnen weergegeven.
Na de fusie met Gaasterland is het ontwerp van de vlag als basis gebruikt voor de nieuwe gemeentevlag.

## Verwante afbeeldingen

Het wapen van Sloten
Vlag van Gaasterland-Sloten

Aengwirden 
· Baarderadeel 
· Barradeel 
· het Bildt 
· Bolsward 
· Boornsterhem 
· Dokkum 
· Dongeradeel 
· Doniawerstal 
· Ferwerderadeel 
· Franeker 
· Franekeradeel 
· Gaasterland 
· Gaasterland-Sloten 
· Haskerland 
· Hemelumer Oldeferd 
· Hennaarderadeel 
· Hindeloopen 
· Idaarderadeel 
· IJlst 
· Kollumerland en Nieuwkruisland 
· Leeuwarderadeel 
· Lemsterland 
· Littenseradeel 
· Menaldumadeel 
· Nijefurd 
· Oostdongeradeel 
· Rauwerderhem 
· Schoterland 
· Skarsterlân 
· Sloten 
· Sneek 
· Stavoren 
· Terschelling en Vlieland 
· Utingeradeel 
· Westdongeradeel 
· Wonseradeel 
· Workum 
· Wymbritseradeel